# 昂特朗
昂特朗（法語：Antran，法語發音：[ɑ̃tʁɑ̃]）是法国新阿基坦大区维埃纳省的一个市镇，位于该省北部，沙泰勒罗市区以北，属于沙泰勒罗区。

## 地理
昂特朗（46°51'9"N, 0°32'36"E）面积23.82 平方千米，位于法国新阿基坦大区维埃纳省，该省份为法国中西部省份，北起曼恩-卢瓦尔省和安德尔-卢瓦尔省，西接德塞夫勒省，南至夏朗德省，东南接上维埃纳省，东临安德尔省。
与昂特朗接壤的市镇（或旧市镇、城区）包括：沙泰勒罗、安格朗德、蒂雷、于索、维埃纳河畔沃、韦莱什。

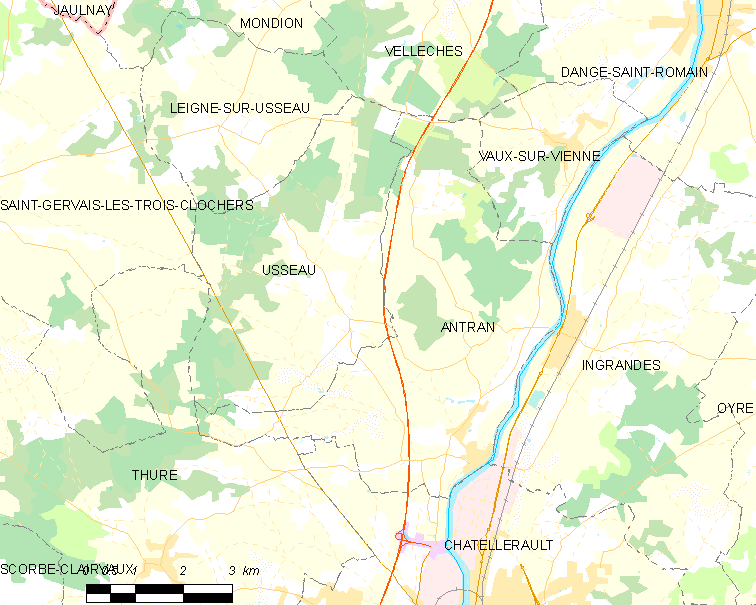
昂特朗的OSM定位图

昂特朗的时区为UTC+01:00、UTC+02:00（夏令时）。

## 行政
昂特朗的邮政编码为86100，INSEE市镇编码为86007。

## 政治
昂特朗所属的省级选区为沙泰勒罗第二县。

## 人口

1962-2008年间昂特朗人口变化图示

昂特朗于2022年1月1日时的人口数量为1156人。